# Ameland
Ameland (nizozemska izgovorjava: [ˈaːməlɑnt] (); West Frisian : It Amelân ) je občina in eden od Zahodnofrizijskih otokov ob severni obali Nizozemske. Sestavljen je večinoma iz peščenih sipin. Je tretji večji otok Zahodnih Frizijcev. Meji na otoka Terschelling na zahodu in Schiermonnikoog na vzhodu. To vključuje majhne peščene brežine Engelsmanplaat in Rif na vzhodu.
Ameland je, šteto od zahoda, četrti poseljen nizozemski Vatski otok in spada v provinco Frizija ( Fryslân ). Celoten otok spada pod eno občino, ki nosi isto ime. Vatski otoki tvorijo mejo med Severnim morjem in Vatskim morjem, ki leži na južni strani otoka. Občina Ameland je imela leta 2014 3,673 prebivalcev. Prebivalci se imenujejo Amelandci.

## Kraji
Otok ima štiri vasi in eno majhno delno vas.
Obstajali sta še dve vasi: Oerd in Sier, vendar sta bili poplavljeni in zdaj ležita v morju. Imena teh vasi živijo v MS Oerd in MS Sier, kar sta imeni trajektov na otok. Od zahoda proti vzhodu ležijo naslednje vasi:
- Hollum, najbolj naseljena vas na zahodni obali, kjer je svetilnik otoka
- Ballum, najmanjša vas, lokacija otoškega letališča, letališče Ameland
- Nes, druga največja na otoku, živahna turistična vas s številnimi hoteli, kjer je tudi Burgemeester Waldaschool (srednja šola na otoku) [5] in trajektne povezave s celine Holwerd
- Buren, ki se nahaja v središču otoka, vključuje plažo Ameland

## Prebivalstvo
Prebivalstvo vsake vasi na otoku od 2017  :

## Zgodovina
Otok je prvič omenjen kot Ambla v osmem stoletju, ko je plačeval davek grofiji Holandiji, dokler ga leta 1424 njen gospodar, Ritske Jelmera, ni razglasil za "svobodno gospostvo" (vrijheerschap).
Čeprav so Holandija, Frizija in cesar Svetega rimskega cesarstva oporekali temu skoraj neodvisnemu statusu, je ostalo svobodno gospostvo, dokler vladajoča družina Cammingha leta 1708 ni izumrla. Po tem je frizijski stadtholder Johan Viljem Friso, princ Oranski, postal gospodar Amelanda in za njim njegov sin stadtholder celotne Nizozemske, Viljem IV., princ Oranski, in njegov vnuk, Viljem V., princ Oranski.
Šele z ustavo iz leta 1813 je bil otok dokončno vključen v Nizozemsko v provinco Frizijo. Nizozemska monarhija še danes ohranja naziv Vrijheer van Ameland .
V letih 1871 in 1872 je nasip med Amelandom in celino zgradilo društvo za izkoriščanje frizijske zemlje iz morja. Nasip je potekal od Holwerda do Burena in je bil 9,7 km dolg. Provinca in nizozemsko kraljestvo sta plačali vsaka po 200.000 guldnov. Na koncu je bilo neuspešno; nasip se ni izkazal za vzdržljivega in leta 1882 so po močnem zimskem neurju popravilo in vzdrževanje jezu ustavili. Nasip je ob oseki še delno viden. Jez pri Holwerdu je začetek tega nasipa.
Leta 1940 so na otok prepeljali nemške čete in v nekaj urah je bil Ameland pod nadzorom nemške vojske. Zaradi omejene vojaške vrednosti zavezniki niso nikoli napadli Amelanda.  

## Narava
Kot vsi zahodni in vzhodnofrizijski otoki je tudi Ameland edinstven košček narave. Bogastvo različnih rastlin na otoku je posledica izjemne pestrosti pokrajine. Eno od slikovitih območij je Oerd, velik kompleks sipin, ki se iz leta v leto še širi. Zaradi različnih pokrajin in vrst flore se tam vsako leto zadržuje preko 60 različnih vrst ptic. Na vzhodnem delu Oerda leži obalna ravnica, imenovana Hon. Poleg sipin in plaž ima Ameland nekaj gozdov, kot je Nesser bos ("Nesov gozd").

## Transport
Večina popotnikov pride na otok s trajektom iz Holwerda na celinski Friziji, vendar je v bližini Balluma tudi letališče (Ameland Airport). Avtobusni prevoz povezuje trajekte iz Hollum/Ballum (proga 130) in Buren/Nes (proga 132). Ko je morje med Frizijo in Amelandom oseka, se lahko sprehodite čez morje.

## Pomembni ljudje
Na Amelandu so bili rojeni naslednji ljudje:
- Ritske Jelmera (1383 v Ternaardu – 1450) frizijski poglavar, ki je vladal otoku Ameland
- Hidde Dirks Kat (de), kitolovec
- Johannes de Jong (1885 v Nesu – 1955), nadškof v Utrechtu 1936/1955
- Hannes de Boer (1899 v Hollumu – 1982), skakalec v daljino, udeleženec olimpijskih iger 1924 in 1928

## Galerija
- Reformna cerkev v Hollumu, Ameland
- Svetilnik Bornrif
- Plavalni bazen v Amelandu
- Ameland, sipine na plaži v Hollumu